# Tarja Halonen

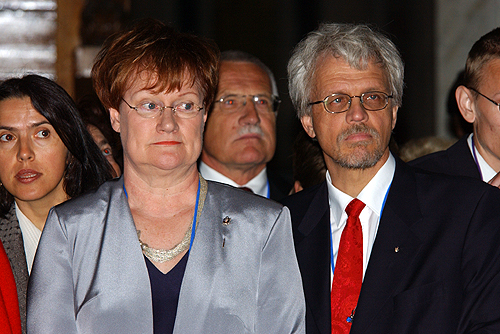
Tarja Halonen i Pentti Arajärvi (2003)

Tarja Kaarina Halonen (wym. [tɑrjɑ kɑːrinɑ hɑlonen]ⓘ; ur. 24 grudnia 1943 w Helsinkach) – fińska polityk, prawniczka i samorządowiec, parlamentarzystka, minister w różnych resortach, w latach 2000–2012 przez dwie kadencje prezydent Finlandii.

## Życiorys
W 1968 ukończyła studia prawnicze na Uniwersytecie Helsińskim. W latach 1969–1970 pracowała jako sekretarz ds. społecznych w SYL, największej fińskiej organizacji studenckiej. Następnie została zatrudniona jako prawniczka w Centralnej Organizacji Fińskich Związków Zawodowych.
W 1971 została członkinią Socjaldemokratycznej Partii Finlandii. Na początku lat 80. kierowała organizacją SETA, działającą na rzecz praw osób homoseksualnych.
Od 1977 do 1996 zasiadała w radzie miejskiej Helsinek. W 1979 po raz pierwszy została wybrana do Eduskunty. Mandat deputowanej do fińskiego parlamentu uzyskiwała w kolejnych wyborach w 1983, 1987, 1991, 1995 i 1999, zasiadając w nim do 2000. Była wiceprzewodniczącą krajowej delegacji do Zgromadzenia Parlamentarnego Rady Europy. W kwietniu 1987 została ministrem w ministerstwie spraw społecznych i zdrowia w rządzie, którym kierował Harri Holkeri, pełniła tę funkcję do lutego 1990. W tym samym gabinecie od marca 1990 do kwietnia 1991 była ministrem sprawiedliwości. Od kwietnia 1995 do lutego 2000 w dwóch rządach Paava Lipponena sprawowała urząd ministra spraw zagranicznych.
W lutym 2000 jako kandydatka socjaldemokratów wygrała drugą turę wyborów prezydenckich, otrzymując 51,6% głosów i pokonując byłego premiera Eska Aha. Urząd ten objęła 1 marca 2000 jako pierwsza kobieta w historii Finlandii. W styczniu 2006 z powodzeniem ubiegała się o reelekcję w kolejnych wyborach. W drugiej turze dostała 51,8% głosów, wyprzedzając Sauliego Niinistö. Drugą kadencję zakończyła 1 marca 2012, na stanowisku prezydenta zastąpił ją jej konkurent z wyborów w 2006 – Sauli Niinistö.

## Życie prywatne
W 2000 poślubiła fińskiego polityka i prawnika Penttiego Arajärviego. Z poprzedniego związku ma córkę Annę.

## Odznaczenia
- Łańcuch Krzyża Wielkiego Orderu Białej Róży Finlandii (ex officio)
- Krzyż Wielki Orderu Krzyża Wolności (ex officio)
- Krzyż Wielki Orderu Lwa Finlandii (ex officio)
- Wielki Order Króla Tomisława (Chorwacja)[10]
- Order Słonia (Dania)[11][12]
- Krzyż Wielki Orderu Izabeli Katolickiej (Hiszpania)[13]
- Łańcuch z Gwiazdą Krzyża Wielkiego Orderu Sokoła Islandzkiego (Islandia)[14]
- Order Złotego Orła (Kazachstan)[15]
- Krzyż Wielki Orderu Trzech Gwiazd (Łotwa)[16]
- Krzyż Wielki Klasy Specjalnej Orderu Zasługi RFN (Niemcy)
- Krzyż Wielki Orderu Świętego Olafa (Norwegia)
- Order Orła Białego (Polska)[17]
- Order Podwójnego Białego Krzyża I klasy (Słowacja)[18]
- Order za Wybitne Zasługi (Słowenia)[19]
- Order Królewski Serafinów (Szwecja)
- Kawaler Krzyża Wielkiego Udekorowany Wielką Wstęgą Orderu Zasługi Republiki Włoskiej (Włochy)[20]
- Medal Puszkina (Rosja)[21]